# Пенні борд
Пенні борд — тип пластикових скейтбордів, відомий в галузі як короткий пластиковий круїзер. Термін «Пенні» є синонімом австралійської компанії «Penny Skateboards», заснованої в 2010 році. Пенні є зареєстрованою торговою маркою скейтбордів, але широко використовується для опису всіх невеликих пластикових скейтбордів завдяки популярності бренду. Скейтборди Пенні складається з пластикової основи з чотирма м'якими  поліуретановими колесами та двох підвісок до яких вони парою прикріплені.
Дошки Penny продаються у чотирьох різних розмірах деки, «Classic» 22 дюйма (55,9 см), «Nikel» 27 дюймів. Лонгборди: 32 дюйма (81,3 см) і 36 дюймів (91,4 см).
На дошках зручно кататися по місту. На них також можна робити трюки, як і на звичайних скейтбордах.